# Sony Entertainment Network
Il Sony Entertainment Network, abbreviato SEN, è il marchio ideato da Sony. Attivo dal 2011, raggruppa tutti i servizi multimediali offerti dalla stessa abilitando lo streaming e il download dei contenuti acquistati su un singolo account per tutti i servizi SEN.
È la denominazione definitiva di tutti i servizi online offerti da Sony, tra cui troviamo i servizi Music Unlimited, Video Unlimited (vedi Qriocity) e non per ultimo il PlayStation Network. Essi non fanno a capo solo un determinato oggetto, ma a tutte le infrastrutture Sony e non, tra cui i PC Sony VAIO (ma anche accedendo al sito SEN), PlayStation (PlayStation 3, PlayStation Vita, PSP), smartphone Sony, iPhone, iPod, TV Sony, Sony Tablet, e lettori Blu-Ray Disc.
Il servizio è destinato ad estendersi sempre di più, ed avrà l'obiettivo di aumentare i suoi servizi interni (al momento sono la vendita/noleggio di film, serie TV, musica e giochi in generale).
Ha attuato molte Partnership con altre società che offrono servizi, come YouTube e Picasa (Google), Rai ed Eurosport, ma anche social network, quali Facebook e Twitter. 
Da dicembre 2012 è online un nuovo store, contenente tutti i contenuti (giochi, film e serie TV) già presenti negli store di PS3, PS Vita e PSP. 
Nel 2013 Sony ha migliorato il servizio rendendolo più accessibile e funzionale: ad esempio lo ha ottimizzato per smartphone e, nel mese di Novembre, lo ha reso accessibile via PS4. Su quest'ultima è possibile usarlo in background quando l'utente svolge altre funzioni o giochi.